# Platystolus surcularius
Platystolus surcularius is een rechtvleugelig insect uit de familie van de sabelsprinkhanen (Tettigoniidae). De wetenschappelijke naam van deze soort is voor het eerst voorgesteld als Ephippiger surcularius door Ignacio Bolívar in een publicatie uit 1877.
Deze soort komt voor in Midden-Spanje.